# Zbigniew Frąszczak

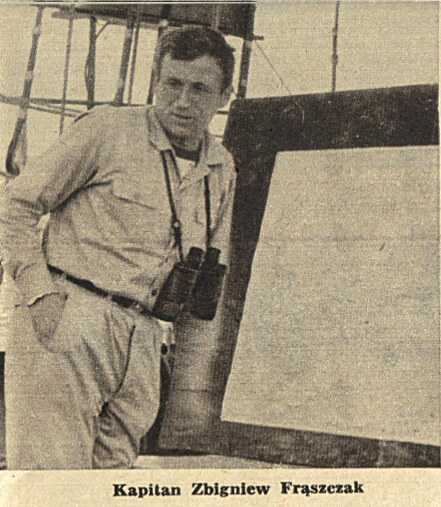
Kapitan Zbigniew Frąszczak

Zbigniew Frąszczak (ur. 9 grudnia 1931, zm. 18 listopada 2015) – kapitan żeglugi wielkiej, członek Stowarzyszenia Kapitanów Żeglugi Wielkiej.
Absolwent i prymus Oficerskiej Szkoły Marynarki Wojennej, zastępca dowódcy szkolnego żaglowca Marynarki Wojennej ORP „Iskra”, od września 1963 oddelegowany z Marynarki Wojennej do Związku Harcerstwa Polskiego najpierw jako zastępca kapitana, a potem jako kapitan szkolnego żaglowca ZHP, s/y "Zawisza Czarny", którym dowodził do 1971 (lub 1972) roku.
Pod jego dowództwem "Zawisza Czarny" odbył m.in. takie rejsy jak: do Wielkiej Brytanii (Londyn – 1966), dookoła Islandii z przejściem w powrotnej drodze cieśniny Pentland Firth (1969), na Wyspy Kanaryjskie (1970), ponownie do Wielkiej Brytanii (Plymouth – 1971).
Pochowany na Cmentarzu Komunalnym w Gdyni-Witomino.